# Ново село (дем Седес)
Вижте пояснителната страница за други значения на Ново село.
Ново село или Еникьой (на гръцки: Αγία Παρασκευή, Агия Параскеви) е село в Гърция, дем Седес, област Централна Македония.

## География
Ново село е разположено в северозападната част на Халкидическия полуостров, на около 20 километра южно от Солун.

## История

### В Османската империя
В края на XIX век Ново село е село в Солунска кааза на Османската империя. Александър Синве („Les Grecs de l’Empire Ottoman. Etude Statistique et Ethnographique“) в 1878 година пише, че в Ая Параскеви (Aya-Paraskévi), Касандрийска епархия, живеят 120, а в Неохори (Néo-khori), също Касандрийска епархия - 180 гърци. В „Етнография на вилаетите Адрианопол, Монастир и Салоника“, издадена в Константинопол в 1878 година и отразяваща статистиката на населението от 1873 Ново село (Novo-Selo) е показано като село с 36 домакинства и 164 жители българи.
В 1900 година според Васил Кънчов („Македония. Етнография и статистика“) в Ени Кьой живеят 121 българи.
По данни на секретаря на Българската екзархия Димитър Мишев („La Macédoine et sa Population Chrétienne“) в 1905 година в Йеникьой (Yeni-Keuy) има 105 жители гърци и в селото има гръцко основно училище с двама учители и 45 ученици.

### В Гърция
В 1913 година Ново село попада в Гърция. В него са заселени гърци бежанци. В 1928 година Ново село е представено като бежанско село със 134 бежански семейства и 537 души бежанци.
| Име          | Име          | Ново име   | Ново име   | Описание                        |
| ------------ | ------------ | ---------- | ---------- | ------------------------------- |
| Халепли      | Χαλεπλή      | Дендрулия  | Δεντρούλια | местност на Ю от Ново село      |
| Кърши махале | Καρσί Μαχαλέ | Халасомена | Χαλασμένα  | бивше селище на ЮИ от Ново село |
| Чардаци      | Τσαρδάκια    | Варика     | Βαρικά     | местност на СИ от Ново село     |
| Текне Търла  | Τεκνέ Ταρλά  | Амбелия    | Άμπέλια    | местност на СЗ от Ново село     |